# Universiteit van Victoria
De Universiteit van Victoria (UVic of Victoria) is een openbare onderzoeksuniversiteit, gelegen in de gemeenten Oak Bay en Saanich nabij Victoria (Brits-Columbia), Canada. De universiteit is ontstaan uit het Victoria College, de eerste school voor hoger onderwijs in de provincie. De instelling werd in 1963 omgevormd tot een universiteit.
Aan het Humanities Computing and Media Center van de Universiteit werd het e-learning pakket Hot Potatoes ontwikkeld. 